# Татаркова Олена Валеріївна
Олена Татаркова (нар. 22 вересня 1976, Душанбе, Таджикистан) — українська професійна тенісистка.
За час кар'єри виграла 4 трофеї WTA туру та 25 ITF у парному розряді. Найкращий результат — фінал Вімблдонського турніру в 1999, де в парі з Маріан де Швардт програли американкам Ліндсі Девенпорт та Коріні Мораріу. За час кар'єри досягла 45 місця (18 січня 1999) в рейтингу одиночного розряду WTA, а також 9 місця (5 липня 1999) в парі.

## Виступи у турнірах Великого шолома

### Одиночний розряд
| Турнір                                 | 1994 | 1995 | 1996 | 1997 | 1998 | 1999 | 2000 | 2001 | 2002 | 2003 | 2004 | SR     | W–L  |
| -------------------------------------- | ---- | ---- | ---- | ---- | ---- | ---- | ---- | ---- | ---- | ---- | ---- | ------ | ---- |
| Відкритий чемпіонат Австралії з тенісу |      | Кв   |      |      | 1р   | 1р   | Кв   |      | 1р   | Кв   | Кв   | 0 / 3  | 0–3  |
| Відкритий чемпіонат Франції з тенісу   |      |      | Кв   | Кв   | 3р   | 1р   | Кв   | Кв   | Кв   | Кв   | Кв   | 0 / 2  | 2–2  |
| Вімблдонський турнір                   | Кв   |      |      | Кв   | 2р   | 2р   |      | Кв   | 1р   | Кв   | Кв   | 0 / 3  | 2–3  |
| Відкритий чемпіонат США з тенісу       |      |      | Кв   | Кв   | 1р   | 1р   |      | Кв   | Кв   | Кв   | Кв   | 0 / 2  | 0–2  |
| Перемоги-Поразки                       | 0–0  | 0–0  | 0–0  | 0–0  | 3–4  | 1–4  | 0–0  | 0–0  | 0–2  | 0–0  | 0–0  | 0 / 10 | 4–10 |
| Рейтинг на кінець року                 | 221  | 192  | 196  | 136  | 47   | 120  | 256  | 213  | 166  | 126  | 260  |        |      |

### Парний розряд
| Турнір                                 | 1996 | 1997 | 1998 | 1999 | 2000 | 2001 | 2002 | 2003 | 2004 | SR     | W–L   |
| -------------------------------------- | ---- | ---- | ---- | ---- | ---- | ---- | ---- | ---- | ---- | ------ | ----- |
| Відкритий чемпіонат Австралії з тенісу |      |      | 3р   | 3р   | 1р   |      | 1р   | 2р   | 1р   | 0 / 6  | 5–6   |
| Відкритий чемпіонат Франції з тенісу   | 1р   |      | 1р   | 1р   | 2р   | ПФ   | 2р   | 1р   | 1р   | 0 / 8  | 6–8   |
| Вімблдонський турнір                   |      | 1р   | 2р   | Ф    |      | 1р   | 3р   | 2р   | 1р   | 0 / 7  | 9–7   |
| Відкритий чемпіонат США з тенісу       |      | 2р   | 2р   | 1р   |      | 1р   | 1р   | 2р   | 1р   | 0 / 7  | 3–7   |
| Перемоги-Поразки                       | 0–1  | 1–2  | 4–4  | 7–4  | 1–2  | 4–3  | 3–4  | 3–4  | 0–4  | 0 / 28 | 23–28 |
| Рейтинг на кінець року                 | 171  | 91   | 22   | 19   | 77   | 38   | 61   | 47   | 95   |        |       |

## Фінали турнірів Великого шолома

### Парний розряд: 1 поразка
| Результат | Рік  | Championship         | Покриття | Партнер          | Опоненти                        | Рахунок  |
| --------- | ---- | -------------------- | -------- | ---------------- | ------------------------------- | -------- |
| Поразка   | 1999 | Вімблдонський турнір | Трава    | Маріан де Свардт | Ліндсі Девенпорт Коріна Мораріу | 4–6, 4–6 |

## Фінали турнірів WTA

### Парний розряд: 12 (4 титули, 8 поразки)
| Легенда                       |
| ----------------------------- |
| Турніри Великого шолома (0–1) |
| Tier I (0–0)                  |
| Tier II (0–3)                 |
| Tier III (0–3)                |
| Tier IV & V (4–1)             |

| Результат | Ранг | Дата           | Турнір                                  | Покриття   | Партнер             | Опоненти                                    | Рахунок            |
| --------- | ---- | -------------- | --------------------------------------- | ---------- | ------------------- | ------------------------------------------- | ------------------ |
| Поразка   | 1.   | 2 серпня 1998  | Bank of the West Classic 1998, США      | Тверде     | Лариса Савченко     | Ліндсі Девенпорт Наташа Звєрєва             | 4–6, 4–6           |
| Поразка   | 2.   | 16 серпня 1998 | Acura Classic 1998, США                 | Тверде     | Тамарін Танасугарн  | Мартіна Хінгіс Наталія Звєрєва              | 4–6, 2–6           |
| Поразка   | 3.   | 18 жовтня 1998 | Swisscom Challenge 1998, Швейцарія      | Тверде (i) | Маріан де Свардт    | Вінус Вільямс Серена Вільямс                | 7–5, 1–6, 3–6      |
| Поразка   | 4.   | 31 жовтня 1998 | BGL Luxembourg Open                     | Килим (i)  | Лариса Савченко     | Олена Лиховцева Суґіяма Ай                  | 7–6, 3–6, 0–2 ret. |
| Перемога  | 1.   | 16 січня 1999  | Hobart International, Австралія         | Тверде     | Маріан де Свардт    | Алексія Дешом-Баллере Емілі Луа             | 6–1, 6–2           |
| Поразка   | 5.   | 4 липня 1999   | Вімблдонський турнір, Велика Британія   | Трава      | Маріан де Свардт    | Ліндсі Девенпорт Коріна Мораріу             | 4–6, 4–6           |
| Поразка   | 6.   | 27 лютого 2000 | Oklahoma Cup, США                       | Тверде (i) | Тамарін Танасугарн  | Коріна Мораріу Кімберлі По                  | 4–6, 6–4, 2–6      |
| Перемога  | 2.   | 23 лютого 2002 | Kroger St. Jude International 2002, США | Тверде (i) | Суґіяма Ай          | Мелісса Міддлтон Брі Ріппнер                | 6–4, 2–6, 6–0      |
| Поразка   | 7.   | 6 квітня 2003  | Гран-прі принцеси Лалли Мер'єм, Марокко | Ґрунт      | Генрієта Надьова    | Хісела Дулко Марія Емілія Салерні           | 3–6, 4–6           |
| Перемога  | 3.   | 20 квітня 2003 | Hungarian Ladies Open, Угорщина         | Ґрунт      | Петра Мандула       | Кончіта Мартінес Гранадос Тетяна Перебийніс | 6–3, 6–1           |
| Перемога  | 4.   | 10 серпня 2003 | Nordea Nordic Light Open, Фінляндія     | Ґрунт      | Євгенія Куликовська | Перебийніс Тетяна Юріївна Сільвія Талая     | 6–2, 6–4           |
| Поразка   | 8.   | 26 жовтня 2003 | Люксембург Open                         | Тверде (i) | Марлен Вайнгартнер  | Марія Шарапова Тамарін Танасугарн           | 1–6, 4–6           |

## Фінали ITF
| Легенда          |
| ---------------- |
| Турніри $100,000 |
| Турніри $75,000  |
| Турніри $50,000  |
| Турніри $25,000  |
| Турніри $10,000  |

### Одиночний розряд: 11 (4–7)
| Результат | Ранг | Дата              | Турнір                           | Покриття   | Опонент              | Рахунок          |
| --------- | ---- | ----------------- | -------------------------------- | ---------- | -------------------- | ---------------- |
| Поразка   | 1.   | 24 травня 1993    | ITF Bytom, Польща                | Ґрунт      | Адріана Барна        | 6–3, 3–6, 4–6    |
| Поразка   | 2.   | 16 серпня 1993    | ITF Щецин, Польща                | Ґрунт      | Ванесса Маттис       | 2–6, 7–5, 6–7(3) |
| Поразка   | 3.   | 10 жовтня 1993    | ITF Київ, Україна                | Ґрунт      | Комлева Світлана     | 6–3, 3–6, 6–7(4) |
| Перемога  | 1.   | 31 жовтня 1993    | ITF Jūrmala, Латвія              | Тверде     | Бушевиця Оксана      | 6–1, 5–7, 6–4    |
| Поразка   | 4.   | 29 жовтня 1995    | ITF Пуатьє, Франція              | Тверде     | Ольга Барабанщикова  | 3–6, 1–6         |
| Поразка   | 5.   | 23 лютого 1997    | ITF Redbridge, Велика Британія   | Тверде (i) | Марія Санчес Лоренсо | 1–6, 4–6         |
| Поразка   | 6.   | 13 жовтня 1997    | ITF Southampton, Велика Британія | Килим (i)  | Євгенія Куликовська  | 0–6, 6–4, 6–7(5) |
| Перемога  | 2.   | 1 березня 1998    | ITF Bushey, Велика Британія      | Килим (i)  | Драгана Зарич        | 6–2, 4–6, 6–0    |
| Перемога  | 3.   | 31 липня 2000     | ITF Saint-Gaudens, Франція       | Ґрунт      | Селіма Сфар          | 6–4, 6–4         |
| Перемога  | 4.   | 22 вересня 2003   | ITF Batumi, Грузія               | Тверде     | Євгенія Лінецька     | 1–6, 6–4, 6–3    |
| Поразка   | 7.   | 28 листопада 2004 | ITF Opole, Польща                | Килим (i)  | Анджелік Кербер      | 2–6, 2–6         |

### Парний розряд: 36 (25–11)
| Результат | Ранг | Дата              | Турнір                         | Покриття   | Партнер                    | Опоненти                              | Рахунок                 |
| --------- | ---- | ----------------- | ------------------------------ | ---------- | -------------------------- | ------------------------------------- | ----------------------- |
| Перемога  | 1.   | 24 травня 1993    | ITF Bytom, Польща              | Ґрунт      | Наталія Білецька           | Теодора Недева Антоанета Пандєрова    | w/o                     |
| Перемога  | 2.   | 29 серпня 1993    | ITF Gryfino, Польща            | Ґрунт      | Александра Ольша           | Моніка Староста Алена Вашкова         | 7–6(4), 4–6, 7–5        |
| Перемога  | 3.   | 5 вересня 1993    | ITF Burgas, Болгарія           | Тверде     | Светлана Кривенчева        | Камілла Петерсон Анна-Карін Свенссон  | 5–7, 6–2, 6–3           |
| Перемога  | 4.   | 12 вересня 1993   | ITF Varna, Болгарія            | Тверде     | Наталія Бондаренко         | Ізабела Мартін Maya Stankova          | 6–2, 6–4                |
| Поразка   | 1.   | 18 жовтня 1993    | ITF Šiauliai, Литва            | Тверде (i) | Наталія Бондаренко         | Талина Бейко Tanja Tsiganii           | 3–6, 1–6                |
| Перемога  | 5.   | 25 жовтня 1993    | ITF Jūrmala, Латвія            | Тверде     | Наталія Бондаренко         | Александра Ольша Мірка Федерер        | 7–6(5), 6–2             |
| Поразка   | 2.   | 3 жовтня 1994     | ITF Київ, Україна              | Ґрунт      | Наталія Білецька           | Наталія Норейко Марина Стець          | 6–2, 5–7, 3–6           |
| Поразка   | 3.   | 9 липня 1995      | ITF Штутгарт, Німеччина        | Ґрунт      | Татьяна Єчменіца           | Генрієта Надьова Радка Зрубакова      | 3–6, 6–7                |
| Перемога  | 6.   | 27 серпня 1995    | ITF Сочі, Росія                | Тверде     | Коріна Мораріу             | Наталія Єгорова Петра Торен           | 6–3, 7–5                |
| Перемога  | 7.   | 16 жовтня 1995    | ITF Flensburg, Німеччина       | Килим (i)  | Іветте Бастінг             | Сандра Клезель Амелі Моресмо          | 6–4, 2–6, 6–2           |
| Перемога  | 8.   | 6 травня 1996     | ITF Щецин, Польща              | Ґрунт      | Олена Брюховець            | Ленка Ценкова Адріана Герші           | 6–2, 6–1                |
| Перемога  | 9.   | 16 червня 1996    | ITF Tashkent, Узбекистан       | Ґрунт      | Брюховець Олена Вікторівна | Катрін Кільш Робін Модслі             | 6–4, 6–2                |
| Поразка   | 4.   | 2 лютого 1997     | ITF Простейов, Чехія           | Килим (i)  | Александра Ольша           | Дениса Крайчовичова Андреа Темешварі  | 2–6, 3–6                |
| Поразка   | 5.   | 2 березня 1997    | ITF Bushey, Велика Британія    | Килим (i)  | Кірстін Фрає               | Лугіна Ольга Клер Вуд                 | 6–7(6), 7–6(6), 1–6     |
| Перемога  | 10.  | 17 березня 1997   | ITF Reims, Франція             | Ґрунт (i)  | Светлана Кривенчева        | Зілке Маєр Петра Шварц                | 6–2, 6–2                |
| Поразка   | 6.   | 9 червня 1997     | ITF Будапешт, Угорщина         | Ґрунт      | Фабіола Сулуага            | Каталін Мароші Вероніка Стеле         | 3–6, 3–6                |
| Перемога  | 11.  | 4 серпня 1997     | ITF Сопот, Польща              | Ґрунт      | Светлана Кривенчева        | Радка Бобкова Ленка Немечкова         | 7–6(7), 6–3             |
| Перемога  | 12.  | 21 лютого 1998    | ITF Redbridge, Велика Британія | Тверде (i) | Віраг Чурго                | Кірстін Фрає Гіла Розен               | 7–5, 6–3                |
| Поразка   | 7.   | 8 червня 1998     | ITF Сочі, Росія                | Тверде     | Ніно Луарсабішвілі         | Обата Саорі Сібата Каору              | 6–3, 4–6, 2–6           |
| Перемога  | 13.  | 31 липня 2000     | ITF Saint-Gaudens, Франція     | Ґрунт      | Светлана Кривенчева        | Естер Мольнар Мая Палавершич          | 3–6, 7–5, 6–3           |
| Перемога  | 14.  | 2 жовтня 2000     | ITF Albuquerque, США           | Тверде     | Брі Ріппнер                | Ліза Макші Нірупама Санджив           | 6–4, 6–4                |
| Перемога  | 15.  | 22 жовтня 2000    | ITF Largo, США                 | Тверде     | Брі Ріппнер                | Дон Бут Сандра Качіч                  | 6–2, 6–4                |
| Перемога  | 16.  | 29 жовтня 2000    | ITF Даллас, США                | Тверде     | Брі Ріппнер                | Нірупама Санджив Міягі Нана           | 6–3, 3–6, 6–3           |
| Перемога  | 17.  | 19 листопада 2000 | ITF Naples, США                | Ґрунт      | Міягі Нана                 | Марет Ані Валентіна Сассі             | 5–3, 2–4, 2–4, 5–3, 4–1 |
| Поразка   | 8.   | 5 лютого 2001     | ITF Rockford, США              | Тверде (i) | Светлана Кривенчева        | Каті Шлукебір Крістен Шлукебір        | 6–7(4), 1–6             |
| Перемога  | 18.  | 12 лютого 2001    | ITF Midland, США               | Тверде (i) | Іветте Бастінг             | Дженніфер Гопкінс Петра Рампре        | 3–6, 7–6(4), 6–4        |
| Перемога  | 19.  | 4 березня 2001    | ITF Minneapolis, США           | Тверде (i) | Іветте Бастінг             | Лоранс Куртуа Алісія Молік            | 7–5, 7–6(0)             |
| Поразка   | 9.   | 21 жовтня 2001    | ITF Southampton, UK            | Тверде (i) | Любомира Бачева            | Нанні де Вільєрс Ірина Селютіна       | 6–7(5), 6–2, 2–6        |
| Перемога  | 20.  | 5 лютого 2002     | ITF Midland, США               | Тверде (i) | Джанет Лі                  | Марія Гезненге Міхаела Паштікова      | 6–1, 6–3                |
| Поразка   | 10.  | 12 листопада 2002 | ITF Eugene, США                | Тверде     | Євгенія Куликовська        | Міягі Нана Мілагрос Секера            | 6–3, 2–6, 4–6           |
| Перемога  | 21.  | 16 березня 2003   | ITF Каунас, Литва              | Тверде (i) | Дар'я Кустова              | Аурелія Місевічуйте Ліна Станчюте     | 6–1, 7–6(6)             |
| Перемога  | 22.  | 21 вересня 2003   | ITF Тбілісі, Грузія            | Ґрунт      | Кустова Дар'я Андріївна    | Надія Островська Галина Воскобоєва    | 2–6, 6–2, 7–6(5)        |
| Перемога  | 23.  | 28 вересня 2003   | ITF Batumi, Грузія             | Тверде     | Кустова Дар'я Андріївна    | Гульнара Фаттахетдінова Галина Фокіна | 1–6, 6–1, 6–2           |
| Поразка   | 11.  | 28 березня 2004   | ITF St.Petersburg, Росія       | Тверде (i) | Кустова Дар'я Андріївна    | Марія Головизніна Євгенія Куликовська | 5–7, 1–6                |
| Перемога  | 24.  | 18 квітня 2004    | ITF Біарриц, Франція           | Ґрунт      | Марія Коритцева            | Альона Бондаренко Валерія Бондаренко  | 7–5, 6–0                |
| Перемога  | 25.  | 7 листопада 2004  | ITF Shenzhen, КНР              | Тверде     | Фудзівара Ріка             | Янь Цзи Чжен Цзє                      | 6–4, 1–6, 6–1           |

## Перемоги над гравцями першої 10-ки
| #    | Гравець      | Рейтинг | Турнір    | Покриття | Rd | Рахунок  | ETR     |
| ---- | ------------ | ------- | --------- | -------- | -- | -------- | ------- |
| 1998 |              |         |           |          |    |          |         |
| 1.   | Іріна Спирля | Ранг 9  | 1998, США | Тверде   | 2р | 6–2, 6–2 | Ранг 63 |